# Bonn Hauptbahnhof
Bonn Hauptbahnhof – główny dworzec kolejowy w Bonn, w kraju związkowym Nadrenia Północna-Westfalia, w Niemczech.